# 布迪当
布迪当，又译布帝洞，為緬甸若開邦的一座城鎮，位於墨玉河西岸，是布迪当镇区的行政中心。人口55545人，93%是羅興亞人。
這裏是羅興亞人一個較大聚居地，距離另一羅興亞人聚居地孟都16公里。
在2016年若開邦北部衝突期間，布迪当的三間警察局據報被若開羅興亞救世軍叛亂分子包圍。由於衝突升級，大批羅興亞人逃往孟加拉國。